# Pauh Kurai Taji
Pauh Kurai Taji is een bestuurslaag in het regentschap Pariaman van de provincie West-Sumatra, Indonesië. Pauh Kurai Taji telt 713 inwoners (volkstelling 2010).